# Museo Regional de Chichicastenango
El Museo Regional de Chichicastenango o el Museo Regional de Chichicastenango Rossbach es un museo arqueológico en Chichicastenango, Guatemala. Fundado en 1949, está localizado dentro de la iglesia de Santo Tomás. El museo exhibe más de 500 artefactos prehispánicos de los municipios del departamento de Quiché, con piezas mayas de los períodos clásico y preclásico.
Algunos de los artefactos tienen más de 3.000 años y la mayoría de los objetos en la colección fueron donados por el sacerdote franciscano alemán Hugo Idelfonso Rossbach, que fue el sacerdote católico de la ciudad desde 1894 hasta 1944. A los cinco años de fallecer el sacerdote, se inauguró el actual museo y se abrió al público. Hoy en día es gestionado por el Ministerio de Cultura y Deportes.

## Colección
La colección del museo incluye más de 500 piezas que incluyen objetos de barro, jade, cerámicas, textiles y piedras talladas. Las piezas prehispánicas exhibidas en el museo proceden de las municipios de Quiché de Zacualpa, Joyabaj, Chinique y Chichicastenango.